# NGC 7563
NGC 7563 је спирална галаксија у сазвежђу Пегаз која се налази на NGC листи објеката дубоког неба.
Деклинација објекта је + 13° 11' 48" а ректасцензија 23h 15m 55,9s. Привидна величина (магнитуда) објекта NGC 7563 износи 13,0 а фотографска магнитуда 13,9. NGC 7563 је још познат и под ознакама UGC 12465, MCG 2-59-15, CGCG 431-29, PGC 70872.